# Musée d'art de Nanao Ishikawa
Le musée d'art de Nanao Ishikawa (石川県七尾美術館, Ishikawa Nanao bijutsukan) est un musée d'art situé à Nanao, dans la préfecture d'Ishikawa au Japon. La collection comprend notamment des œuvres de Hasegawa Tōhaku.